# Ebiet G. Ade
Abid Ghoffar Aboe Dja'far (21 de abril de 1955 en Wonodadi, Java), es un cantante y compositor indonesio.

## Biografía
Su estilo musical ha influido en la música pop de Indonesia. Además es autor de sus propias composiciones que el escribre letras para luego ser convertidas en melodías, que a menudo aluden a las cuestiones sociales y los acontecimientos actuales que sucede en Indonesia. Es hijo menor de Aboe Ja'far y Saodah, durante su juventud quería ser ingeniero, médico y pintor. Sin embargo y finalmente optó por seguir una carrera como cantante. Aunque es muy conocido como cantautor en Indonesia, se dice que Ebiet se considera más como un poeta. Durante la década de los 70 pasó mucho tiempo con los jóvenes artistas de Yogyakarta, que a su vez influyó en su estilo musical. Cerca del prolífico artista EMHA Ainun Nadjib, se fija a menudo de los poemas de su amigo a la música con su guitarra. Después de algún tiempo, decidió viajar a Yakarta, donde grabó algunas de sus canciones de mayor éxito. Ebiet ha estado casado con Yayuk Sugianto desde 1982. La pareja tiene cuatro hijos: Abietyasakti Ksatria Kinasih, Aderaprabu Lantip Trengginas, Byatriasa Pakarti Linuwih, y Segara Banyu Bening. Su familia vive actualmente en Ciganjur, Pasar Minggu, al sur de Yakarta.

## Carrera musical
Su álbum 8, Zaman, fue grabado en Capitol Records, en los Estados Unidos en 1985. Ebiet también participó con Adie MS y Dodo Zakaria para colaborar en su música. 
Ebiet fue elegido como el cantante favorito de ABRI Radiodifusión (1989-1992), ganador de los Premios BASF 1984 hasta 1988, y el mejor cantante de 1997 obteniendo los Premios de Indonesia Musical. 
Entre 1979 a 1990, lanzó 12 álbumes, como Camelia I (1979), Camelia II (1979), Camelia III (1980), Camelia IV (1980), Langkah Berikutnya (1982), Tokoh-Tokoh (1982), 1984 (1984 ), Zaman (1985), Isyu! (1986), Menjaring Matahari (1987), Sketsa Rembulan Emas (1988), y Seraut Wajah (1990). Ebiet "fue a la reclusión" para los próximos 5 años. En 1995, los álbumes que lanzó fueron Kupu Kupu-Kertas y Cinta Sebening Embun. En 1996, lanzó Ebiet Aku Ingin pulang. Kupu-Kupu Kertas fue apoyado por músicos como Ian Antono, Billy J. Budiardjo, Purwacaraka y Erwin Gutawa. En los años siguientes, Ebiet ha publicado tres discos, Gamelan (1998), Balada sinetron Cinta (2000, y bahasa Langit (2001). Luego pasó otros 5 años en reclusión, a pesar de que apareció en el álbum de colaboración con Kita Untuk Mereka (2004). En 2007, lanzó un nuevo álbum, en el amor: 25 Aniversario, para conmemorar sus 25 años de aniversario de boda. Todas sus canciones son dedicadas al amor y en 2008, lanzó Masih Ada Waktu.